# 马拉诺普林奇帕托
马拉诺普林奇帕托（義大利語：Marano Principato），是意大利科森扎省的一个市镇。总面积6平方公里，人口3071人，人口密度511.8人/平方公里（2009年）。ISTAT代码为078077。